# ملعب رابوبانك إجموند
ملعب رابوبانك إجموند (بالهولندية: Rabobank IJmond Stadion) (المعروف أيضًا باسمه السابق باسم ملعب تاتا ستيل، وملعب شونينبيرج) هو الملعب الرئيسي لفريق تيلستار. يقع في فيلسن زويد، هولندا. تم افتتاحه في عام 1948، مع تجديدات طفيفة في عام 1999.
يتألف الملعب، الذي تبلغ سعته 3060 مقعدًا، من مدرج شرقي يتكون كلياً من المقاعد، ومدرج جنوبي صغير، ومدرج غربي يتكون كلياً من المقاعد. تم بناء الجناح الأخير في عام 2009 ويحتوي على العديد من الميزات، بما في ذلك غرف تغيير الملابس الجديدة والمكاتب ومقاعد الرعاة المحسنة.
في 30 ديسمبر 2020، تم تقديم شركة بوكو كراع رئيسي جديد وأصبح الملعب يحمل اسم الشركة نفسه. يبدأ العقد في 1 يناير 2021 ويستمر حتى موسم 2022-2023.